# اچ‌ام‌اس رنوین (۱۷۹۸)
اچ‌ام‌اس رنوین (۱۷۹۸) (به انگلیسی: HMS Renown (1798)) یک کشتی بود که طول آن ۱۸۲ فوت (۵۵ متر) بود. این کشتی در سال ۱۷۹۸ ساخته شد.